# Killean Chapel

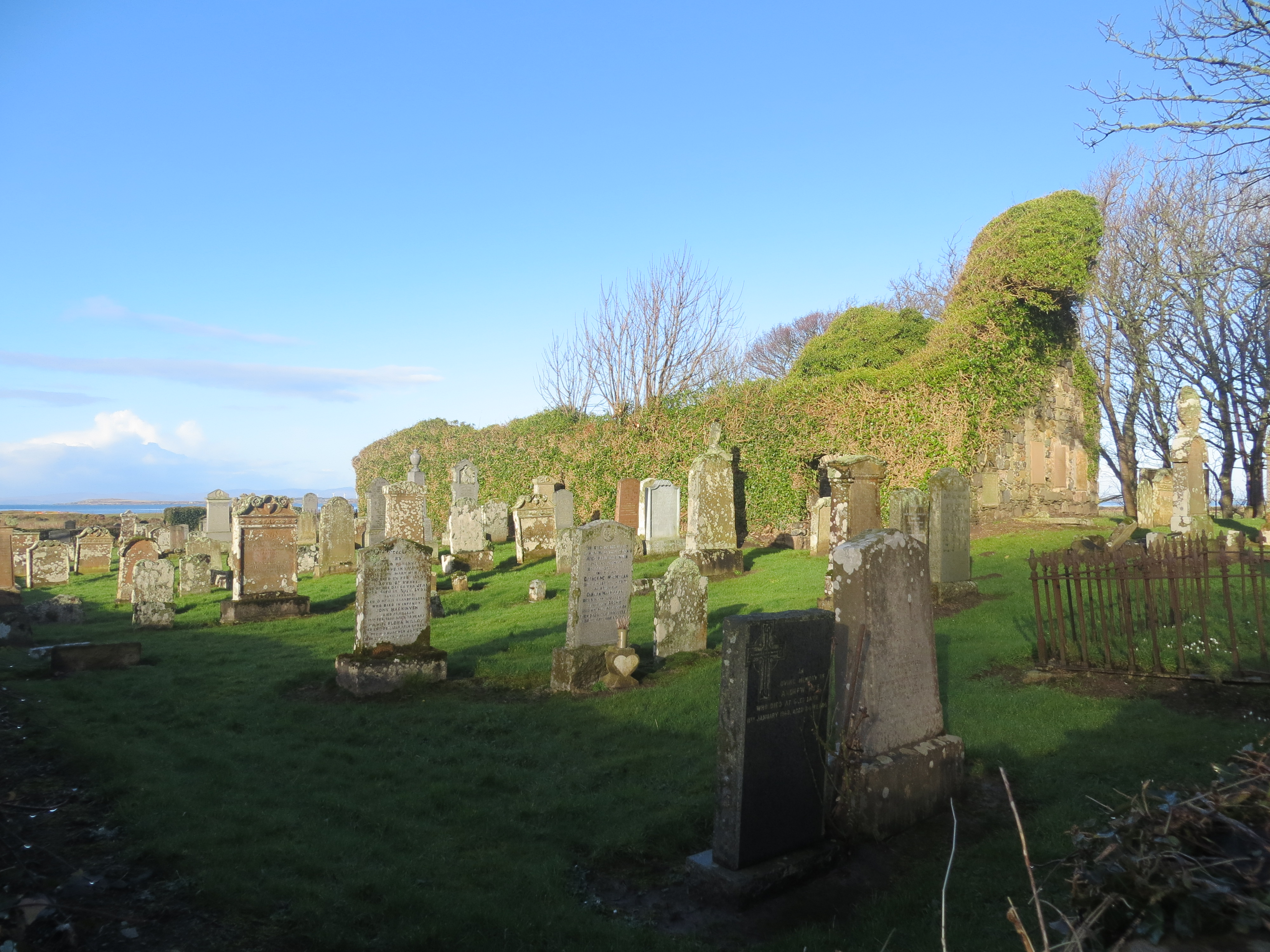
Killean Chapel

Die Killean Chapel, auch St John’s Church, ist eine Kirchenruine südlich der schottischen Ortschaft Tayinloan auf der Halbinsel Kintyre. Sie liegt auf den Ländereien von Killean House gegenüber der Killean Home Farm entlang der A83. 1971 wurde die Killean Chapel in die schottischen Denkmallisten in der höchsten Kategorie A aufgenommen. Diese Einstufung wurde jedoch 2018 aufgehoben. Weiterhin ist die Kirche jedoch als Scheduled Monument geschützt.

## Geschichte
Der exakte Bauzeitraum der Kirche ist nicht überliefert. Die erste schriftliche Erwähnung stammt aus dem Jahre 1222. Anhand architektonischer Merkmale können die ältesten Teile des Bauwerks jedoch schon auf die zweite Hälfte des 12. Jahrhunderts datiert werden. Zu Beginn des 13. Jahrhunderts wurde eine Erweiterung in östlicher Richtung angebaut, in der dann der Altarraum untergebracht wurde. Ein weiterer Anbau in nördlicher Richtung wurde wahrscheinlich im 15. Jahrhundert vorgenommen. Die Kirche wurde bis ins Jahr 1770 genutzt, als das Dach einstürzte. Daraufhin wurde sie aufgegeben und die rund 20 Jahre später fertiggestellte Killean and Kilchenzie Parish Church als Hauptkirche des Parish genutzt. Die Bausubstanz verschlechterte sich, als die Bevölkerung begann, Steinmaterial zum Bau neuer Gebäude aus der Ruine zu entwenden. In der Mitte des 19. Jahrhunderts endete dieses Vorgehen, möglicherweise infolge einer Intervention der MacDonalds of Largie.

## Beschreibung
Die Kilean Chapel wurde aus Bruchstein erbaut. Während die älteren Teile noch ein grobes Schichtenmauerwerk aufweisen, erscheint die Steinauswahl im nördlichen Anbau zufällig. Zur Beleuchtung sind mehrere Schlitzfenster in die Wände eingelassen. Eine Eingangstür befand sich am Westende der Nordseite. Eine weitere Eingangsöffnung auf der gegenüberliegenden Seite könnte noch aus den frühen Bauphasen stammen oder wurde erst im Laufe des 17. Jahrhunderts hinzugefügt. Die Außenmauern sind mit Ausnahme der eingerissenen Westwand heute noch weitgehend in voller Höhe erhalten. Das Gebäude schloss einst mit einem Satteldach ab.
Auf dem umliegenden Friedhof sind neben einigen frühchristlichen Kreuzplatten zahlreiche verzierte mittelalterliche Grabsteine zu finden. In den 1860er Jahren wurde auf der gegenüberliegenden Seite des Baches, an dem die Kirche gelegen ist, eine Vielzahl von Knochen gefunden. Aus diesem Grund könnte sich der Friedhof einst bis auf dieses Gebiet erstreckt haben.